# Demonologia 2
Demonologia 2 – drugi album studyjny duetu Słoń i Mikser. Trzypłytowe wydawnictwo ukazało się 4 października 2013 roku nakładem wytwórni Unhuman Familia. Gościnnie w nagraniach wzięli udział m.in. KaeN, Pih i Paluch.
Płyta zadebiutowała na 2. miejscu zestawienia OLiS.
Album został wyróżniony tytułem „Polska Płyta Roku 2013” w Plebiscycie WuDoo i Hip-hop.pl zdobywając największą łączną liczbę głosów słuchaczy audycji i czytelników portalu.

## Lista utworów
Opracowano na podstawie materiału źródłowego.
| CD 1 1. „206” - 2:25 2. „Intro” (gościnnie: Brassi) – 0:36 3. „Lovecraft” (gościnnie: Brassi) – 4:00 4. „Król szczurów” – 4:11 5. „WCM3” – 3:43 6. „Koyaanisqatsi” (gościnnie: Paluch, Antek) - 4:35 7. „Suro” – 6:24 8. „CHCWD” (scratche: DJ Soina) – 3:49 9. „Gabinet luster” – 3:34 10. „Super partia” (cuty: DJ Soina) – 3:41 11. „Winda” – 3:30 12. „86” (gościnnie: Eripe, KaeN, Pih) – 3:39 13. „Pan Patryk jedzie na biwak” – 3:41 14. „DJ Kostek Intermission” (scratche: DJ Kostek) – 1:54 |  | CD 2 1. „200 mln insektów” – 3:23 2. „Slasher” – 3:13 3. „Gra o tron” (gościnnie: Shellerini) – 2:53 4. „Ania” – 5:03[A] 5. „Bajkowe pato” – 3:18 6. „Efekt Lucyfera” (gościnnie: Kacper, Grubas WZW) – 4:21 7. „Tacy sami” (cuty: The Returners) – 3:50 8. „Blizny (mea culpa)” (gościnnie: Jongmen) – 3:41 9. „Baran” – 3:56 10. „Stylowo” (cuty: The Returners, gościnnie: Jinx, Te-Tris) – 4:05 11. „Zagłada część 1: Wirus T” (scratche: DJ Soina) – 4:43 12. „Zagłada część 2: ZH” – 3:51 13. „Prosty przekaz” – 3:39 |

Notatki
- A^ W utworze wykorzystano sample z piosenki „Come Little Children” w wykonaniu Erutan[8].

| DVD                                                                                             |
| ----------------------------------------------------------------------------------------------- |
| 1. „Praca nad płytą” 2. „Inspiracje” 3. „Wydawnictwo” 4. „Goście” 5. „Przekaz” 6. „Zakończenie” |

## Sprzedaż

### Pozycje w notowaniach OLiS
OLiS jest ogólnopolskim notowaniem, tworzonym przez agencję TNS Polska na podstawie sprzedaży albumów muzycznych na nośnikach fizycznych (nie uwzględnia zatem informacji o pobraniach w formacie digital download czy odtworzeniach w serwisach streamingowych).
| Tydzień | 1      | 2      | 3      | 4      | 5      | 6      | 7      | 8      | 9      | 10     | 11     | 12     | 13     | 14     | 15     | 16     | 17     | 18     | 20     | 21     | 22     | 23     |
| ------- | ------ | ------ | ------ | ------ | ------ | ------ | ------ | ------ | ------ | ------ | ------ | ------ | ------ | ------ | ------ | ------ | ------ | ------ | ------ | ------ | ------ | ------ |
| Pozycja | 2      | 2      | 6      | 16     | 7      | 8      | 17     | 20     | 21     | 20     | 33     | 36     | 26     | 33     | 30     | 36     | 42     | 37     | 23     | 38     | 35     | 40     |
| Źródło  | [ 10 ] | [ 11 ] | [ 12 ] | [ 13 ] | [ 14 ] | [ 15 ] | [ 16 ] | [ 17 ] | [ 18 ] | [ 19 ] | [ 20 ] | [ 21 ] | [ 22 ] | [ 23 ] | [ 24 ] | [ 25 ] | [ 26 ] | [ 27 ] | [ 28 ] | [ 29 ] | [ 30 ] | [ 31 ] |

| Miesiąc          | Pozycja |
| ---------------- | ------- |
| Październik 2013 | 3       |

| Rok  | Pozycja |
| ---- | ------- |
| 2013 | 16      |